# Pseudodera laeta
Pseudodera laeta es una especie de insecto coleóptero de la familia Chrysomelidae. Fue descrita científicamente en 1997 por Medvedev.